# Stangskølp
En stangskølp er et stort huljern sat på et langt (jern)skaft, brugt af bådebyggere og vist især til store træskibe. 

## Ekstern Henvisning
Ole Crumlin-Pedersen: fra Langskib til Fregat, 1968.
http://www.baskholm.dk/haandbog/haandbog.html Arkiveret 16. september 2008 hos  Wayback Machine